# Aconitum volubile
Aconitum volubile är en ranunkelväxtart som beskrevs av Pall.. Aconitum volubile ingår i släktet stormhattar, och familjen ranunkelväxter. Utöver nominatformen finns också underarten A. v. pubescens.